# Messerschmitt M 28
Messerschmitt M 28 − niemiecki samolot pocztowy zaprojektowany w zakładach Messerschmitta na początku lat 30. XX wieku. Zbudowano tylko jeden egzemplarz i samolot nie wszedł do produkcji seryjnej.

## Historia
Samolot został zaprojektowany według specyfikacji ówczesnym państwowych niemieckich linii lotniczych Deutsche Luft Hansa (DLH) na samolot pocztowy.  Był to jednosilnikowy, dwuosobowy dolnopłat z zamkniętą kabiną załogi o konwencjonalnej konstrukcji z wolnonośnymi skrzydłami i podwoziem klasycznym, niechowanym w locie, z płozą ogonową.  Samolot mierzył dziesięć metrów długości i trzy metry wysokości, rozpiętość skrzydeł wynosiła piętnaście i pół metra, a ich powierzchnia dwadzieścia pięć metrów kwadratowych.  Masa własna maszyny wynosiła 1160 kilogramów.  Napęd stanowił silnik BMW, prędkość maksymalna wynosiła 260 km/h, a zasięg samolotu wynosił do 2450 km.
Samolot został pomyślnie oblatany w styczniu 1931, ale nie wszedł on do produkcji seryjnej.  Według niektórych źródeł odrzucenie samolotu przez DLH mogło być spowodowane osobistymi animozjami pomiędzy ówczesnym dyrektorem DLH Erhardem Milchem, a Willym Messerschmittem choć inne źródła piszą tylko o zmienionej sytuacji rynkowej i braku dalszego zapotrzebowania na tego typu samolot.
Był to ostatni cywilny samolot Messerschmitta zaprojektowany na rynek niemiecki i przedostatni samolot cywilny tej firmy w ogóle (w późniejszym czasie zaprojektowano jeszcze M 36/IAR 36 dla Rumunii).